# Azadeh Kian
Azadeh Kian (en persan : آزاده کیان), née en 1958, est une sociologue franco-iranienne, professeure de sociologie et directrice du Centre d'enseignement, de documentation et de recherches pour les études féministes (CEDREF) de l'université Paris Cité ,. Elle est reconnue dans le projet « 100 Women » de la BBC.

## Biographie
Son superviseur de doctorat a été Michael Mann (sociologue) et, de 1987 à 1990, elle est professeure associée de sociologie politique à l'université de Californie à Los Angeles (UCLA). En 1995, elle rejoint l'université Sorbonne-Nouvelle et plus tard l'université Paris-VIII à Saint-Denis. Elle est spécialiste de l'Iran et du Moyen-Orient, et chercheuse au Laboratoire de changement social et politique (LCSP). 
En 1996, elle publie l'article Des femmes iraniennes contre le clergé : les islamistes et laïques pour la première fois unies dans Le Monde diplomatique et en 2010, Le Féminisme Islamique en Iran : Nouvelle forme d'assujettissement ou émergence de l'agence?  dans le journal Critique internationale,.
L’agence Servizio d’informations religiosa (SIR) l’a définie « la femme plus écoutée de la diaspora iranienne ».
En 2020, Kian a dirigé en tant que rédactrice principale l’ouvrage international Genre et transgressions : Représentation, agentivité, autodétermination, un travail collectif publié par Les Cahiers du CEDREF. Ce projet a réuni des contributions de chercheuses et chercheurs internationaux en études de genre, créant un dialogue riche sur la transgression et l’agentivité dans les expériences genrées, impliquant des scientifiques sociaux issus à la fois des pays de l’OCDE et du Sud global.
En 2024, pour son livre « Rethinking Gender, Ethnicity and Religion in Iran: An Intersectional Approach to National Identity » publié au Canada par Bloomsbury Publishing, elle a remporté le prix Latifeh Yarshater, décerné par la Persian Heritage Foundation.

## Activisme
Elle fait partie des femmes de la diaspora iranienne les plus consultées au monde pour commenter les évolutions sociales et politiques de son pays natal,.
Elle a décrit le moment de la mort de Mahsa Amini comme un tournant où la société civile contredit ouvertement le pouvoir iranien ("Ce qui est inédit dans ces manifestations, c'est que les femmes mènent la charge"), et elle a prononcé une allocution en tant qu'invitée au Parlement européen en octobre 2022 après une rencontre avec la présidente du Parlement européen Roberta Metsola. Elle s'est exprimée à Les Echos Belgique sur la talebanisation du pouvoir en Iran.
A France 24, elle a affirmé que la crise en Iran est une révolution visant à changer le régime, et pas seulement une protestation de la société civile.